# Liste der Parteiobleute der Freiheitlichen Partei Österreichs
Diese Liste der Parteiobleute der Freiheitlichen Partei Österreichs listet alle Bundes- und Landesparteiobleute der Freiheitlichen Partei Österreichs seit der Parteigründung 1956 auf.

## Bundesparteiobleute
- Anton Reinthaller (1956–1958)
- Friedrich Peter (1958–1978)
- Alexander Götz (1978–1980)
- Norbert Steger (1980–1986)
- Jörg Haider (1986–2000)
- Susanne Riess-Passer (2000–2002)
- Mathias Reichhold (2002)
- Herbert Haupt (2002–2004)
- Ursula Haubner (2004–2005)
- Hilmar Kabas (2005)
- Heinz-Christian Strache (2005–2019)
- Norbert Hofer (2019–2021)[1]
- Herbert Kickl (gewählt am 19. Juni 2021[2])

## Landesparteiobleute

### Burgenland
- Emil Neubauer (1956 – 5. Jänner 1958)
- Eduard Nicka (5. Jänner 1958 – 31. August 1958)
- Richard Rezar (31. August 1958 – 16. April 1978)
- Hans Bucher (16. April 1978 – 25. November 1979)
- Wolfgang Pelikan (25. November 1979 – 9. März 1983)
- Paul Schiessler (10. März 1983 – 29. Mai 1988)
- Wolfgang Rauter (29. Mai 1988 – 2. April 2000)
- Stefan Salzl (2. April 2000 – 16. Jänner 2005)
- Johann Tschürtz (ab 16. Jänner 2005 – 28. Jänner 2020)[3][4]
- Alexander Petschnig (interimistisch, 28. Jänner bis 7. März 2020)[4]
- Norbert Hofer (7. März bis 15. Oktober 2020[5])
- Alexander Petschnig (seit 15. Oktober 2020[6])

### Kärnten
- Reinhold Huber (1956 – 25. September 1965)
- Hanns Rader (25. September 1965 – 1. November 1965)
- Helmuth Geringer (5. Juni 1966 – 15. April 1972)
- Oscar Hubner (15. April 1972 – 24. Mai 1975)
- Mario Ferrari-Brunnenfeld (24. Mai 1975 – 26. September 1983)[7]
- Jörg Haider (26. September 1983 – 1998)[8]
- Jörg Freunschlag (1998 – 2001)
- Martin Strutz (2001 – 2005)
- Franz Schwager (2005 – 2009; Neugründung der FPÖ-Landesgruppe)
- Harald Jannach (2009 – 2010)
- Christian Leyroutz (2010 – 2013)
- Christian Ragger (April 2013 – Juni 2016)
- Gernot Darmann (Juni 2016 – 31. Mai 2021)[9][10]
- Erwin Angerer (seit 31. Mai 2021 geschäftsführender Landesparteiobmann)[10]

### Niederösterreich
- Wilhelm Kindl (1956 – 28. Juni 1970)
- Fritz Rotter le Beau (28. Juni 1970 – 13. Juni 1978)
- Harald Ofner (13. Juli 1978 – 1986)
- Bernhard Gratzer (1992–1998)[11]
- Hans Jörg Schimanek (1998–2000)[12]
- Ernest Windholz (2000–2003)[13]
- Barbara Rosenkranz (2003–2013)
- Walter Rosenkranz (2013–2019)
- Udo Landbauer (ab 2019)[14]

### Oberösterreich
- Friedrich Peter (1956 – 22. Oktober 1972)
- Horst Schender (22. Oktober 1972 – 1989)
- Norbert Gugerbauer (1989–1992)[15]
- Hans Achatz (4. April 1992 – 27. September 2002)[15]
- Günther Steinkellner (27. September 2002 – 17. Jänner 2006)[15]
- Lutz Weinzinger (17. Jänner 2006 – 10. April 2010)[15]
- Manfred Haimbuchner (ab 10. April 2010)

### Salzburg
- Gustav Zeillinger (1956 – 13. Jänner 1965)
- Walter Leitner (13. Jänner 1965 – 23. November 1975)
- Waldemar Steiner (ab 23. November 1975 – 1982)
- Sepp Wiesner (1982–1985)
- Friedhelm Frischenschlager (1985–1987)
- Volker Winkler (1987–1992)
- Karl Schnell (ab 1992 – 16. November 2013 mit kurzer Unterbrechung 1998)
- Rupert Doppler (16. November 2013 – 9. Juni 2015)
- Andreas Schöppl (ab 9. Juni 2015)
- Marlene Svazek (seit 9. Juni 2016)[16]

### Steiermark
- Alexander Götz (1956 – 13. Oktober 1963)
- Jörg Kandutsch (13. Oktober 1963 – 28. November 1964)
- Alexander Götz (ab 28. November 1964 – 1983)[17]
- Klaus Turek (1983–1985)
- Ludwig Rader (1985–1988)
- Klaus Turek (1988–1989)
- Michael Schmid (1989–2000)
- Leopold Schöggl (2000–2006)
- Gerhard Kurzmann (2006–2015)
- Mario Kunasek (ab 2015)

### Tirol
- Anton Schöpfer (1956 – 19. Mai 1957)
- Otto Gamper (19. Mai 1957 – 9. November 1959)
- Klaus Mahnert (9. November 1959 – 17. Juni 1973)
- Gerulf Stix (17. Juni 1973 – 1985)
- Hermann Eigentler
- Siegfried Dillersberger (1988–1989)[18]
- Johannes Lugger
- Franz Linser
- Christian Eberharter (bis 20. Oktober 2001)[19]
- Willi Tilg (25. November 2001 – 25. September 2004)[20]
- Gerald Hauser (25. September 2004 – 12. Juli 2013)
- Markus Abwerzger (ab 12. Juli 2013)

### Vorarlberg
- Ernst Seebacher (1956 – 4. Mai 1967)
- Fritz Franke (4. Mai 1967 – 26. März 1972)
- Hans Sperger (26. März 1972 – 16. Mai 1976)
- Robert Bösch (16. Mai 1976 – 16. Mai 1982)
- Hans-Dieter Grabher (16. Mai 1982 – 1992)
- Hubert Gorbach (1992–2004)
- Dieter Egger (2004–2016)[21]
- Reinhard Eugen Bösch (1. Juli 2016–8. Juni 2018)[21]
- Christof Bitschi (seit 8. Juni 2018)[22]

### Wien
- Tassilo Broesigke (1956 – 20. März 1977)
- Norbert Steger (20. März 1977 – 1986)
- Erwin Hirnschall (1986–1991)
- Rainer Pawkowicz (1991–1998)
- Hilmar Kabas (1998–2004)
- Heinz-Christian Strache (2004–2019)
- Dominik Nepp (seit 2019)[23][24]